# لیلکو بونزالی
لیلکو بونزالی (انگلیسی: Lileko Bonzali؛ زادهٔ ۴ فوریهٔ ۱۹۶۹) بازیکن زن بسکتبال اهل جمهوری دموکراتیک کنگو بود. وی در بازی‌های المپیک تابستانی ۱۹۹۶ شرکت کرده‌است.